# Repetición máxima
En el entrenamiento con pesas se llama repetición máxima a la cantidad máxima de peso que alguien puede llegar a cargar en determinado ejercicio para realizar una repetición. La repetición máxima se usa específicamente como método para las competiciones de potencia y halterofilia, y sirve para establecer el límite de fuerza de determinada persona.

## Métodos
Existen distintos métodos para calcular la repetición máxima, el más común es probando cuanto peso se pueda levantar, si se consigue, se incrementar el peso hasta que se falle el levantamiento. También existen fórmulas que predicen el 1RM teniendo en cuenta las repeticiones realizadas y el peso usado. Cabe mencionar que estas fórmulas son aproximaciones y pocas veces son exactas.

### Fórmula 3
{\displaystyle 1RM=w\times {\frac {36}{\left(37-r\right)}}}